# Was bisher geschah
Was bisher geschah ist ein Geschichts-Podcast, der wöchentlich am Dienstag vom zu Amazon gehörenden Podcast-Netzwerk Wondery veröffentlicht wird. Er wird von Joachim Telgenbüscher, dem Redaktionsleiter der Magazine GEO Epoche und P.M. History, sowie Nils Minkmar, einem Journalisten der Süddeutschen Zeitung und früheren Feuilletonchef der Frankfurter Allgemeinen Zeitung, gesprochen.

## Eigener Bildungsanspruch
Die dem Format zugrundeliegende Philosophie der Geschichtsvermittlung besteht darin, dass das Wissen darüber, „was bisher geschah“, zu einer intensiven Wahrnehmung dessen führe, „was heute passiert“, sowie einem besseren Verständnis dafür, „was morgen kommen kann“. 
Besprochen werden „die Dramen, Triumphe, Ereignisse und Persönlichkeiten der Geschichte, die unsere Welt geprägt haben und bis heute beschäftigen.“ Thematisch wird insofern der Bogen gespannt von „den politischen Intrigen im römischen Reich, über die Tricks fanatischer Sektenführer in der frühen Neuzeit, bis hin zum Umgang mit Extremisten und den Management-Skills großer Eroberer.“ Es werden insofern im Podcast thematisch stark voneinander abweichende historische Themen aufgearbeitet, die zumeist unverbunden nebeneinander stehen und mit verschiedenen Epochen und geographischen Räumen zusammenhängen.  
Häufig bilden geschichtliche Persönlichkeiten den Bezugspunkt, von dem aus eine Geschichte erzählt wird, wie etwa Gudrun Ensslin, 
Otto Blankenstein, Agatha Christie, Charles de Gaulle, Werner Best, Stalin, Coco Chanel, Emma Herwegh, Pocahontas, Heinrich Kramer, Dschingis Khan, Harald der Harte, Kaiser Commodus und Hannibal.

## Verbreitung
Zur Verfügung gestellt wird das Format über Spotify, Apple Podcast, RTL+ und Antenne Bayern.

## Rezension
Michael Marti schreibt im Feuilleton des Tagesanzeigers, der Podcast „Was bisher geschah“ sei „vom Start weg das beste deutschsprachige Audiocast für Geschichte überhaupt“ und begründet dies, wie folgt:

„Erstens muss historische Genauigkeit auf eine packende Erzählweise treffen, die selbst trockenste Fakten zum Leben erweckt. Zweitens muss das Format kluge Bezüge zur Gegenwart herstellen, um Vergangenes für das heutige Publikum relevant zu machen. Und drittens schlägt ein exzellenter Geschichtspodcast eine Brücke zwischen damals und heute, ohne dass der Zuhörer merkt, wie er von der Gegenwart in die Vergangenheit geht.“

In der Taz schreibt Johannes Drosdowski über den Podcast:

„Es ist spannend, ekelhaft, gruselig! Weil Geschichte das eben ist. Und weil die Hosts sie so hervorragend erzählen. Mit Begeisterung, mit Zitaten von Zeitzeug*innen, mit Anspielungen aus der Popkultur und mit ganz wenig [sic!] Jahreszahlen.“

Mia Hennig von Lange merkt in der Zeit kritisch an, das Format versuche, „die Entfernung zwischen verstaubter Vergangenheit und der Gegenwart zu überbrücken“, indem etwa anachronistisch Pocahontas als „Markenbotschafterin“ und Dschingis Khan als „Recruiter des 13. Jahrhunderts“ skizziert bzw. als „Gründervater und Modernisierer der mongolischen Nation präsentiert“ werde, „der sich damals nicht per TikTok, sondern Blutsbrüderschaft vernetzte, so zum Manager eines gewaltigen Reiches wurde – und die Mongolen einte.“ Damit werde sichergestellt, dass „also nicht im Geschichtsbuch-Stil“ erzählt wird, „sondern indem [...] Geschichten von damals mit Begriffen von heute“ sortiert würden. Gleichzeitig werfe dies die Frage auf, ob hier zurechtgebogen werde oder Geschichte differenziert aufgearbeitet. Deutlich werde hierbei auch ein Fokus auf einzelne historisch bedeutsame Akteure:

„Je nach Komplexität der historischen Figuren dauert es bis zu drei Folgen, bis deren Eigenarten innerhalb eines erzählerischen Gesprächs aufgearbeitet sind. Unter ihnen Helden und Feiglinge, Opfer und Täter, Gewinner und Verlierer, die irgendwann zwischen dem Römischen Reich und der NS-Zeit gelebt haben. Im Hinterkopf der Podcaster und Zuhörer: der Butterfly-Effekt, der bekanntlich besagt, dass schon kleine Ereignisse großen Einfluss auf das haben, was dann folgt. Strategien und Fehler wiederholen sich. Vieles von dem, was wir heute erleben, gab es damals schon: Die Mechanismen der Angst, der Macht und Rache (manchmal auch der Liebe) liefern unsere Handlungsmotive.“